# Ferrari 512 S Modulo
Der Ferrari 512 S Modulo ist eine Designstudie, die das italienische Karosseriebauunternehmen Pininfarina gestaltete. Öffentlich vorgestellt wurde sie 1970 auf dem Genfer Auto-Salon.

## Design
Der vom damaligen Chefdesigner von Pininfarina, Paolo Martin, entworfene Modulo war die letzte einer Reihe von Studien. Das Fahrzeug hat eine extrem flache Karosserie, bei der Motorraum und Fahrgastzelle optisch nicht getrennt sind. Konventionelle Türen fehlen ebenfalls, stattdessen wird das gesamte Dachteil einschließlich der Frontscheibe nach vorne verschoben, um den Einstieg zu ermöglichen. Alle vier Räder sind teilverkleidet. Eine weitere Besonderheit weist die Motorhaube auf: Sie hat 24 Löcher, die den Blick auf den V-12-Mittelmotor freigeben. 
Der Modulo erhielt 22 Designpreise.

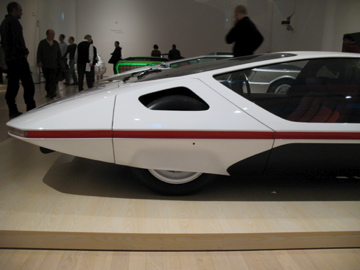
Seitenansicht
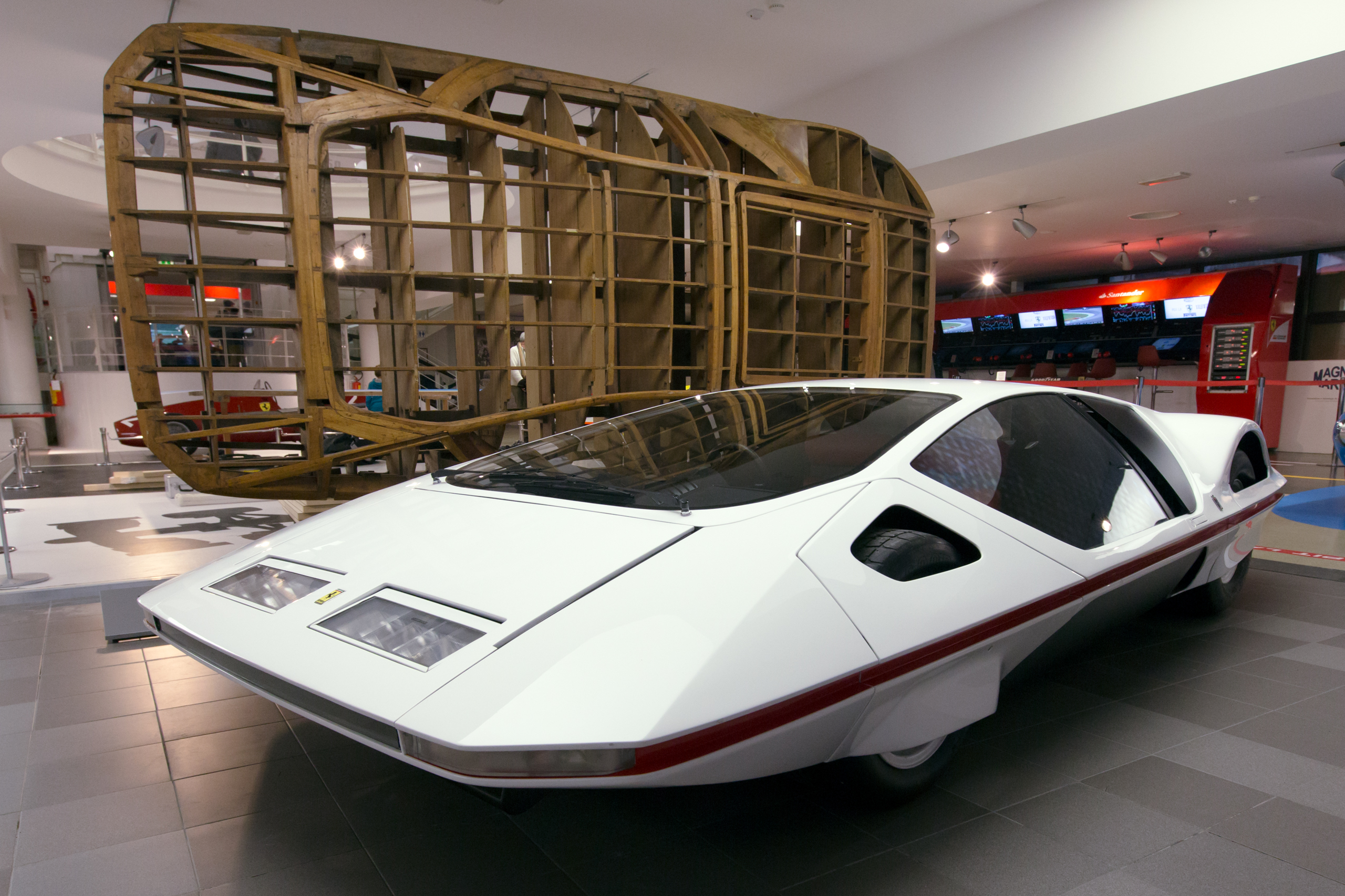
Frontansicht vor Karosserie-Holzrahmen
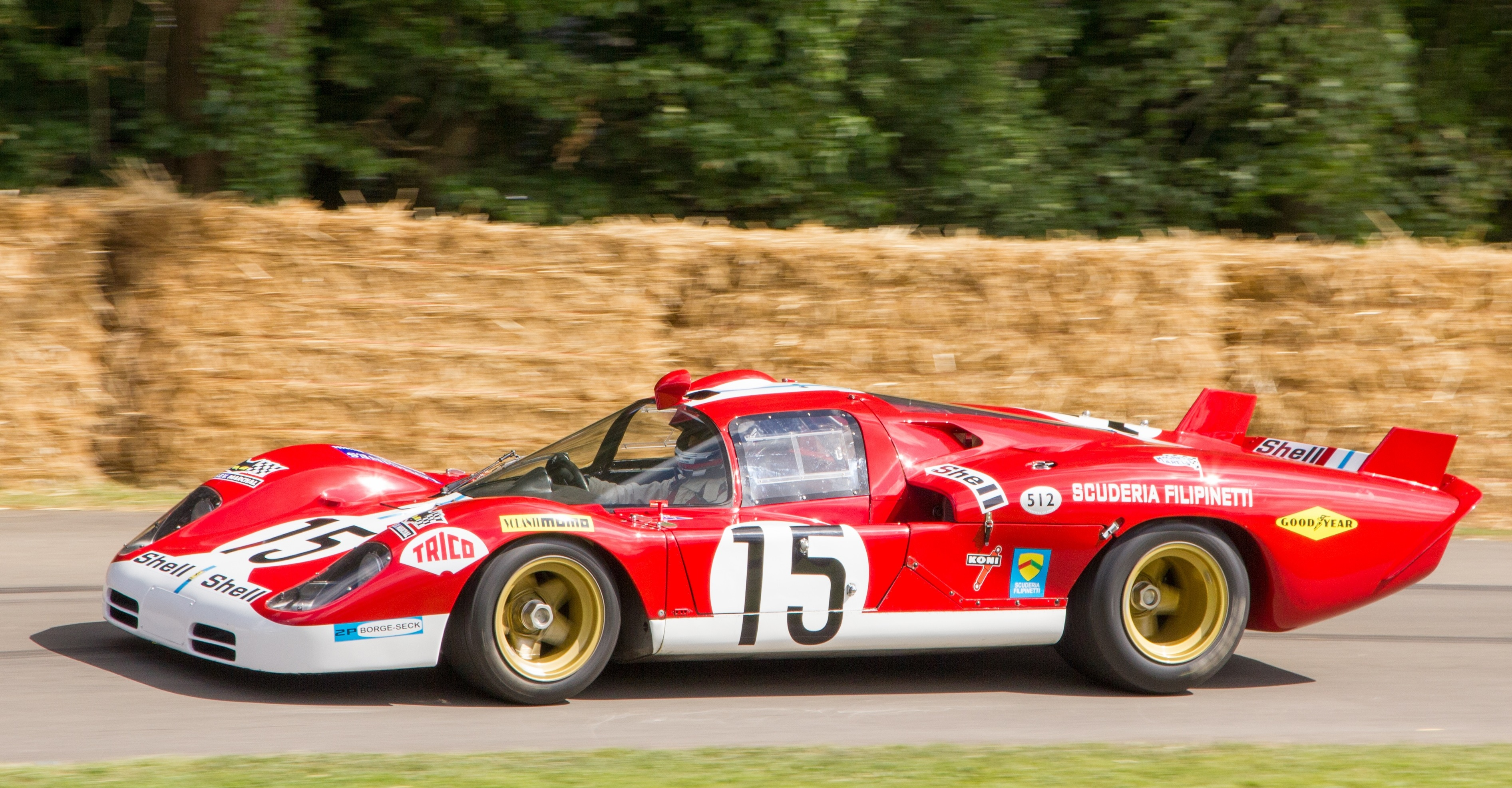
Ferrari 512 S, hier als Langheck
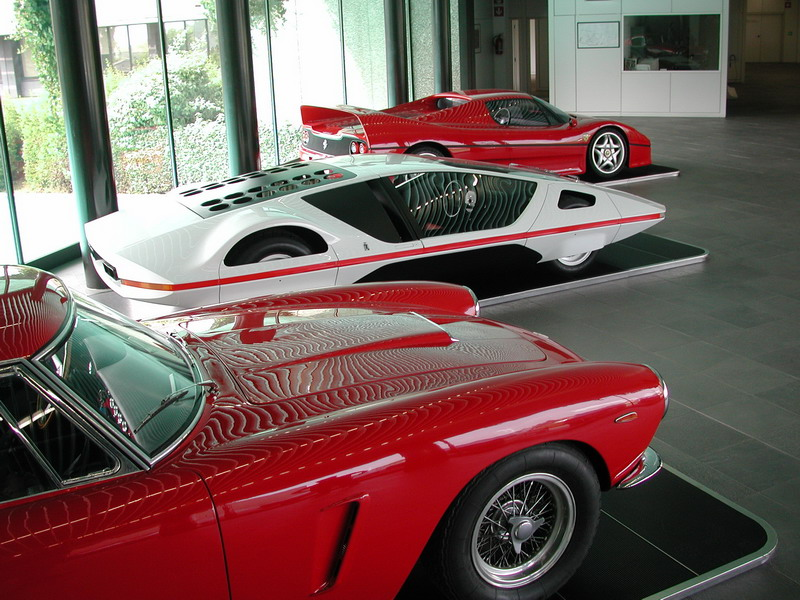
Im Pininfarina-Museum

## Technische Daten
Vom Chassis des Ferrari 512 S wurden insgesamt 25 Stück gefertigt, die ab 1969 in der Markenweltmeisterschaft geforderte Mindeststückzahl für „Sportwagen“ (daher das S in der Modellbezeichnung). Porsche war im Vorjahr mit dem Porsche 917 das von den Regelkommissaren nicht einkalkulierte kommerzielle Wagnis eingegangen, einen reinrassigen Sportprototypen in Kleinserie zu bauen, um die Homologation zu erlangen, und konnte die 917-Armada auch gut an eigene und fremde Rennteams sowie betuchte Rennfahrer verkaufen. Der Markt war damit weitgehend gesättigt, von den schwereren aber nicht leistungsstärkeren 512S wurden nicht alle Fahrgestelle an Kunden ausgeliefert, und es wurden dafür andere Einsatzzwecke anvisiert.
Das Chassis mit der Nummer 23 ist die technische Basis des Modulo. Als Antrieb dient der V-12-Mittelmotor mit 5,0 l Hubraum und 557 PS (410 kW). Das Leistungsgewicht ist mit etwa 1,6 kg je PS bzw. 2,2 kg je kW ungewöhnlich niedrig. Die Höchstgeschwindigkeit gab Ferrari mit 350 km/h an, die Beschleunigung von 0 auf 100 km/h mit 3,1 Sekunden. Durch die Verkleidung auch der gelenkten Vorderräder hat der Modulo einen sehr eingeschränkten Lenkwinkel.

## Geschichte
Das Unikat wurde 1970 auf dem Genfer Auto-Salon sowie der Motorshow in Turin ausgestellt und erregte große Aufmerksamkeit. Für eine Serienfertigung war das Design jedoch zu experimentell. Der Prototyp  verblieb im Anschluss in einem Lager von Pininfarina, bis er 2014 an den amerikanischen Sportwagensammler James Glickenhaus zu einem unbekannten Preis verkauft wurde. Nach eigenen Angaben will Glickenhaus das Fahrzeug komplett restaurieren und eine Straßenzulassung erreichen. Ende Juni 2019 setzte bei einer Ausfahrt in Monaco der Auspuff Teile des Hecks in Brand und ließ den Lack schmelzen. Ein eingebautes Löschsystem verhinderte schlimmere Schäden.